# Jokin Aja Garate
Jokin Aja Garate (geboren am 12. September 2004 in Gipuzkoa) ist ein spanischer Handballspieler, der auf der Spielposition am Kreis eingesetzt wird.

## Vereinskarriere
Jokin Aja spielte bis 2021 bei Eibar Eskubaloia und anschließend bis 2023 beim Nachwuchs des FC Barcelona; von Barcelona ab 2023 zunächst ausgeliehen an Bathco BM Torrelavega, wechselte er 2024 ganz zu diesem Verein, mit dessen erster Mannschaft er in der Saison 2023/2024 in Spaniens erster Handballliga debütierte.

## Auswahlmannschaften
Aja stand ab 2021 im Aufgebot spanischer Nachwuchsauswahlmannschaften.
Am 4. November 2021 debütierte er gegen die Auswahl Schwedens in der Jugendnationalmannschaft Spaniens. Er nahm als Jugendnationalspieler an der Mittelmeermeisterschaft 2022 (1. Platz), der U-18-Europameisterschaft 2022 (1. Platz) und an der U-19-Weltmeisterschaft 2023 (1. Platz) teil. Insgesamt bestritt er 41 Spiele mit der Auswahl, dabei warf er 29 Tore.
Mit den spanischen Junioren, für die er im März 2024 erstmals auflief, nahm er an der U-20-Europameisterschaft 2024 (1. Platz) und der U-21-Weltmeisterschaft 2025 (9. Platz) teil.

## Erfolge
- Mittelmeermeisterschaft 2022: 1. Platz
- U-18-Europameisterschaft 2022: 1. Platz
- U-19-Weltmeisterschaft 2023: 1. Platz
- U-20-Europameisterschaft 2024: 1. Platz